# Смілянський район
Сміля́нський райо́н — колишня адміністративно-територіальна одиниця України (УСРР, УРСР).
Утворений 7 березня 1923 року у складі Черкаської округи Київської губернії УСРР.
З 27 лютого 1932 року у складі Київської області, з 7 січня 1954 року у складі Черкаської області.
Район ліквідовано відповідно до постанови Верховної Ради України № 807-IX від 17 липня 2020 року, та включено до складу нового Черкаського району.

## Загальні відомості
Площа — 934 км² (4,47 % від площі області). Районним центром було — місто Сміла.
Район ліквідовано відповідно до постанови Верховної Ради України № 807-IX від 17 липня 2020 року та включено до складу новоутвореного Черкаського району.
Район був розташований у центральній частині лісостепової зони України в південно-східній частині Черкаської області. Межував з Городищенським, старим Черкаським, Кам'янським, Шполянським районами області та Новомиргородським районом Кіровоградської області.

## Природні умови

### Рельєф. Корисні копалини. Земельні та кліматичні ресурси
Смілянський район (площа 974 км²) розташовувався у Городищенсько-Смілянському фізико-географічному районі, Центральнопридніпровській височинній області Подільсько-Придніпровського краю. Поверхня району являє собою широкохвилясту лісову рівнину, що має загальний похил на південний схід, і розчленована долинами річок, балками та ярами, прохідними долинами. Висота над рівнем моря 85 — 110 м, найвища точка над рівнем моря (212 м) знаходиться поблизу с. Буда-Макіївка. На території Смілянського району репрезентовані різноманітні корисні копалини, зокрема граніти, лабрадорит, габро, сієніти, діабази, гіпс, глини, пісок, графіт, каолін, торф, титано-цирконієві руди, буре вугілля.
На північно-західній околиці села  Носачів розвідано родовище (площею 5 км²) апатит-ільменітових руд. Родовище приурочене до Смілянського масиву габро і габроноритів Корсунь-Новомиргородського комплексу палеопротерозойського віку. За підрахунками, це родовище займатиме близько 4 % світового ринку сировини для виробництва діоксиду титану.
На території Смілянського району виділяють ґрунтоутворюючі породи: льодовикові, делювіальні, алювіальні відклади, ліси і лісовидні суглинки. Їх багатий мінеральний склад, наявність карбонатів кальцію, сприятливі водно-фізичні і фізико-хімічні властивості сприяють формуванню на них родючих ґрунтів.
Різноманітність в ґрунтоутворюючих породах в співвідношенні з різною рослинністю зумовлює і формування різних типів ґрунтів на території Смілянщини, зокрема чорноземи типові малогумусні, чорноземи опідзолені, ясно-сірі і сірі опідзолені, темно-сірі опідзолені, лучно-чорноземні, лучні, торф'яно-болотні.
Земельний фонд Смілянського району станом на 1 січня 2012 року становив 93,4 тис. га, з них 60,9 тис. га, або 65,2 % займають сільськогосподарські угіддя, що свідчить про високий рівень сільськогосподарської освоєності регіону. У структурі сільгоспугідь рілля становить 86,1 %, багаторічні насадження — 2,4 %, сіножаті — 5,4 %, пасовища — 6,1 %
Клімат Смілянського району відзначається помірною континентальністю, з помірно холодною зимою і досить теплим літом, з достатнім коефіцієнтом зволоження. Найтеплішим місяцем року вважається липень із середньою температурою + 20,2°С, а найхолоднішим — січень із середньою температурою −5,8°С. Середня річна температура повітря становить 7,4°С. Абсолютний мінімум температури повітря зафіксували у 1963 р. у Смілі, і він склав — 33,6°С. Абсолютний максимум температури був зафіксований у 1975 році у Смілі на позначці + 39,6°С. Середньорічна кількість опадів у Смілянському районі становить 450–550 мм. З рисунку 3 видно, що найбільша кількість опадів випадає влітку, причому максимум в червні 64 мм, а найменше у березні 23 мм. Восени кількість опадів однакова, протягом усіх трьох місяців: 37 мм.
Початком нестійкого снігового покриву вважається кінець листопада, а з середини грудня починається стійкий сніговий період. Він триває трохи більше ста днів, потім в кінці березня починається процес танення, і в квітні сніг зникає зовсім. Висота снігового покриву у середньому 20 см, але залежно від зим (теплих чи морозних) може коливатися від 10 до 50 см.
На території переважають такі напрями вітрів: пн, пд і пн-зх. — це свідчить про значну повторюваність теплих, вологих атлантичних повітряних мас. Середньорічна швидкість вітру коливається від 2 до 6 м/с. Вітер зі швидкістю 0-2 м/с найчастіше повторюється влітку, зі швидкістю 3-4 м/с протягом року, зі швидкістю 5-6 м/с — взимку. Останні кілька років спостерігається посилення швидкості вітру у весняно-осінній період, що пов'язано з активною зміною пануючих сезонних повітряних мас.

### Природно-заповідний фонд
Системою підтримання необхідного рівня самовідновлення та збереження ландшафтів є природно-заповідний фонд Смілянщини, який станом на 01.01.2012 р. включає 20 заповідних об'єктів, загальною площею 2237,55 га, або 2,3 % від загальної площі району — низький показник серед районів Черкащини. Найбільшою питомою вагою у природно-заповідному фонді району характеризуються заказники (87,9 % від загальної площі заповідних територій) та заповідні урочища (10,2 %). Природно-заповідний фонд району репрезентує різноманітність флори і фауни лісостепових ландшафтних геокомплексів (особливо яружно-балкових, горбистих, схилових місцевостей) із широколистяно-лісовою (соснові, дубово-соснові, грабово-дубові, ясеневі) та лучно-степовою рослинністю, зокрема: ландшафтні заказники — «Сунківський-1», «Теклінська дача», заповідні урочища — «Юрова гора», «Шаєва гора», Макіївське «Городище», «Іванькове», «Шарпіне». Заплавні природні комплекси (лісові (вільшнякові), болотні (трав'янисті та лісові), прибережно-водні, водні, лучні (різнотравні) екосистеми охороняються на території заказників, зокрема: ботанічному — «Орхідеї»; гідрологічних — «Сунківський», «Ірдинське болото»; парк-пам'ятка садово-паркового мистецтва місцевого значення Сквер імені Т. Г. Шевченка. Ботанічну цінність являє собою горбиста місцевість зі схилами 35°—40° із фрагментами степової рослинності, котра охороняється у заповідному урочищі «Шаєва гора». Колекція дендрофлори представлена у парку-пам'ятці садово-паркового мистецтва «Міський парк» (зростає 60 видів дерев та чагарників). Геологічними пам'ятками природи є Березняківський кар'єр, Самгородський кар'єр.
За результатами еколого-географічних досліджень запропоновано створити у межах Смілянського району 17 об'єктів ПЗФ, зокрема: ландшафтний заказник («Загребля»); пам'ятки природи — гідрологічні («Макіївський ставок», «Тамарине», «Графське джерело», «Козацьке», «Сім вершників», «Кришталеве»); — ботанічні (вікові дерева горіха чорного, робінії звичайної, в'яза гладенького, дуба звичайного, бархмату амурського); — геологічна (Малосмілянський кар'єр); — комплексні (Гнилоташлицький каньйон, Сріблянський); заповідні урочища («Довжик», «Холоднянське»).
Раритетний фонд ПЗФ району включає 36 видів вищих судинних рослин (23 занесено до Червоної книги України, 13 — до Регіонального обласного списку), серед яких представлені лісові (16), лучно-болотні (13), степові (5), водні (2). Виявлено 10 рослинних угруповань, які віднесено до Зеленої книги України, зокрема звичайнодубовий ліс дереново-волосистоосоковий, ясенево-дубовий ліс скумпієво-ланцетовиднозірочниковий, формації глечиків жовтих, латаття білого, ковили пірчастої та інші. У районі поширено 30 видів рідкісних та зникаючих видів тварин, серед яких 3 — із Європейського червоного списку, 30 — із Червоної книги України, 10 — із Світового червоного списку, 22 — із Додатку 2 Бернської конвенції.

### Тваринний світ
Розташування Смілянського району в лісостеповій зоні обумовлює розмаїтий видовий склад як лісової, так і степової фауни.
Найбільш багаті лісові, лучні, водно-болотні фауністичні комплекси, які збереглись у північній та східній частинах регіону. У надто освоєних південних та центральних частинах району видовий склад тварин є збіднілим.
З риб найбільш поширеними і чисельними є карась сріблястий, короп, верховодка, краснопірка, окунь річковий, щука звичайна та деякі інші, які заселяють каскад водойм, що приурочені до русла річки Тясмин. У регіоні здійснюється безконтрольне вселення неаборигенних видів риб (зокрема амура білого, товстолобика тощо) на природних водоймах, що суперечить одній з міжнародних конвенцій, ратифікованих Україною.
Земноводні регіону досить різноманітні і нараховують 6 видів — це зелена ропуха, райка звичайна, жаби озерна, гостроморда, трав'яна, звичайна землянка. З плазунів (7 видів) в регіоні помітно переважають за чисельністю — ящірка прудка, рідше — ящірка зелена, черепаха болотяна, вужі звичайний, водяний, мідянка та гадюка лісостепова.
Найбільш різноманітною і численною групою є птахи (понад 110 видів), що відносяться до різних екологічних груп. У лісостепових ділянках найбільш поширеними є дятли звичайний, середній, зозуля звичайна, жайворонки польовий, чубатий, куріпка сіра, сорока, дрізд співочий, плиска жовта і біла, бджолоїдка звичайна, синиці велика, блакитна, щиглик. На водоймах і берегах: лиска, курочка водяна, деркач, крячки чорний і білокрилий, мартин звичайний, чапля сіра, чепура велика, очеретянки, крижень, лунь болотяний,  лебідь-шипун та інші види орнітофауни. Зустрічаються види, занесені до Червоної книги України: орлан-білохвіст, сорокопуд сірий, лунь польовий.
Тваринний світ представлений чисельною групою ссавців (20 видів), найпоширенішими представниками яких є: козуля європейська, свиня дика, лисиця звичайна, заєць сірий, їжак європейський, миша лісова, миша польова, ондатра звичайна, бобер європейський, куниця лісова, борсук європейський тощо.
У районі відсутня узагальнена інформація про видовий склад безхребетних тварин, і потребує подальшого дослідження.
На даний момент відбувається тенденція до скорочення популяцій тварин, їх вимушеної міграції або зникнення через надмірне освоєння території: осушення заболочених територій, розорювання природних комплексів, значні масштаби суцільних лісових рубок, браконьєрство, порушення режиму прибережних захисних смуг водойм, загибель тварин на дорозі, незаконне будівництво штучних ставків, хімізація сільського господарства тощо.

### Рослинність
Вздовж долин річок, їхніх заплав збереглися основні площі напівприродної рослинності. Найбільшу площу займають широколистяні ліси. Зростають дубово-ясеневі, дубово-грабові ліси (грудів, дібров), а у північній частині району знаходиться лісовий масив «Черкаський бір». Природно-степова рослинність збереглась на крутих схилах ярів та балок. Різні типи лучних та болотних екосистем здебільшого приурочені до заплав річок. Прибережно-водна рослинність поширена у водоймах більш-менш рівномірно. Загальна лісистість району становить 25,2 тис. га, або 23,6 % від загальної площі району. Найпоширенішими є твердолисті породи, які охоплюють 20,2 тис. га (80 %), друге місце хвойні — 4,3 тис. га (17 %), м'яколисті (липові, осикові, тополеві, вербові насадження) — 613 га (2,4 %). Структура лісових насаджень за віком має такий розподіл: молодняки — 14,5 %, середньовікові — 54,4 %, достигаючі — 17,6 %, стиглі — 13,5 %.
Флора судинних рослин налічує понад одну тисячу видів (уточнення видового складу триває і понині). У районі найкраще вивчено лише видовий склад вищих судинних рослин, практично не вивчені мохоподібні, водорості, лишайники, гриби.
Сучасний рослинний покрив району сильно трансформований під дією сільськогосподарської та лісогосподарської діяльності, зокрема: щорічні пожежі, вирубка лісу, викошування травостою та випасання худоби, розорювання ґрунту, хижацьке збирання лікарських рослин, рекреаційне навантаження тощо.

### Водні ресурси
По території району протікає 8 річок, довжиною 171 км. Головна з них Тясмин — права притока басейну Дніпра, що належать до середніх річок. Інші: малі, з яких 7 протікають територією району — Гнилий Ташлик, Сріблянка, Мідянка, Ірдинь, Балаклійка, Сунка, Шостачка.
Уздовж долини по течії р. Тясмин налічується майже 112 водоймищ площею водного дзеркала 760 га, а також два водосховища (на річці Гнилий Ташлик, біля села Попівка та річки Тясмин у місті Сміла), які використовуються комплексно. Заплава Тясмину з'єднується з Ірдинським болотом — найбільшим давньорусловим болотним масивом лісостепу, де зосереджено велике розмаїття рослинних угруповань, різноманітний водно-болотний комплекс фауни.
Однією із найбільших річок досліджуваного регіону є р. Тясмин, права притока р. Дніпро. Її долина переважно трапецієподібна, довжина в межах району — 21,5 км, ширина долини — 1,2 км, на окремих ділянках розширюється до 3,5-4 км.
При проведенні аналітичного контролю якості та складу води (2007 р.) на створі 0,5 км вище та нижче м. Сміли виявлено перевищення по нітрит-іонах в 1,2 ГДК; 2,2 ГДК, по амоній-іонах відповідно в 1,6 ГДК; 5,2 ГДК, на створі 0,5 км нижче м. Сміли виявлено перевищення ГДК по БСК в 1,6 рази. Це зумовлено скиданням стічних вод у річку підприємствами локомотивного та вагонного депо станції Імені Тараса Шевченка.
У річках Смілянського району інтенсивно розвиваються деградаційні процеси, які пов'язані із замуленням русел, обмілінням заплав; евтрофікація водойм і водотоків, їх пересихання, зменшення водоносності, зниження рівнів поверхневих і ґрунтових вод, погіршення якості водних ресурсів, про що свідчать результати досліджень Л. Б. Ящук (2007), Т. Л. Скок (2011).

### Локальна (місцева) екомережа
Одним із найважливіших шляхів збереження та відтворення природних ресурсів є розробка локальної екомережі (ЛЕМ), яка є первинною ланкою у системі формування регіональних, національних, міжнародних схем екомереж.
У моделі екомережі Смілянського району виділення природних ядер і буферних зон в межах ключових територій пов'язане з функціонально-територіальною структурою ПЗО, а сполучні території (екокоридори) виділялись вздовж гідрографічних (мережа річкових долин) елементів.
У межах Смілянщини проходить один національний екокоридор: Галицько-Слобожанський лісостеповий (45,6 км), котрий був до цього часу описаний [4], один регіональний — Тясминський (21,5 км), один локальний (1-го порядку) — Гнилоташлицький (31,0 км), троє локальних (2-3 го порядку): малі річки — Сріблянка (28 км), Ірдинь (12,4 км), Лебединка (9,1 км), Мідянка (5,1 км), які поєднують між собою 22 ключові території різного ієрархічного рівня.
Локалізацію ключових територій визначило розташування існуючих і проектованих природоохоронних територій різного рангу заповідності.

## Історія
Район утворено у 1923 році. Станом на 1924 рік 18 одноосібних господарств села Балаклея першими у волості об'єдналися у сільськогосподарську артіль «Робітник».
У 1941—1943 роках на території сіл Балаклея, Макіївка, Костянтинівка, Мале Старосілля активно діють підпільні групи та партизанські загони.
Під час Корсунь-Шевченківської битви, за період з 24 січня по 2 лютого 1944 року в районі сіл Попівка, Санжариха, Ташлик, Станіславчик (останнє - колишнього Шполянського району) штрафна рота під командуванням капітана Луки Сорокіна відбила 12 контратак та завдала німцям чималих втрат. Діями роти було знищено до 500 гітлерівців, взято в полон 5 солдат противника, захоплено і знищено 6 станкових кулеметів, 12 ручних кулеметів, 5 гармат, обоз з 32-ма кіньми, декілька автомобілів і мотоциклів. За участь у звільненні Смілянського району офіцер 18-го гвардійського повітрянодесантного полку гвардії капітан Сорокін був нагороджений орденом Вітчизняної війни І ступеня.
У 1953 році у Великій Яблунівці здається в експлуатацію гідроелектростанція потужністю 84 кВт. У 1954 році відкривається Малосмілянський гранітний кар'єр.
Впродовж 1976—1980 років в районі побудовано і функціонує 28 загальноосвітніх шкіл. У 1989 році Смілянський район першим в Черкаській області забезпечив центральні садиби господарств дорогами з твердим покриттям, що дало змогу налагодити безперебійну чітку роботу 19 автотранспортних маршрутів.
У 1995 році села Куцівка і Залевки газифіковано. Впродовж 1999—2000 років розпочато реконструкцію 5 церков — пам'яток духовної та культурної спадщини XIX — початку ХХ століть.
У 2006 році побудовано 30 житлових будинків, сучасну ферму по вирощуванню курчат-бройлерів на 1 мільйон голів у селі Ротмістрівка, торгово-побутовий комплекс у селі Ковалиха, 3 магазини та кафе, 20,7 км підвідного газопроводу.

## Економіка

### Сільське господарство
В районі працюють понад 40 фермерських господарств переважно з виробництва зернових та технічних культур.
Приватним інкубаторно-птахівничим підприємством вперше на Смілянщині на території села Велика Яблунівка у 2002 році створено ферму, де розводять африканських страусів.

## Транспорт
В районі розміщено 4 залізничні станції, у м. Сміла — потужна залізнична вузлова станція Імені Тараса Шевченка Одеської залізниці, налічується 30 км автошляхів загальнодержавного та 264,7 км місцевого значення. Основні транспортні магістралі — Н01 (Київ —Ізварине) та Черкаси — Умань.

## Найбільші населені пункти
| №  | Населений пункт  | Населення, осіб (2007) |
| -- | ---------------- | ---------------------- |
| 1  | Балаклея         | 4 544                  |
| 2  | Костянтинівка    | 2 749                  |
| 3  | Березняки        | 2 505                  |
| 4  | Ротмістрівка     | 2 156                  |
| 5  | Велика Яблунівка | 1 966                  |
| 6  | Ташлик           | 1 935                  |
| 7  | Плоске           | 1 650                  |
| 8  | Носачів          | 1 553                  |
| 9  | Будки            | 1 423                  |
| 10 | Сунки            | 1 328                  |
| 11 | Макіївка         | 1 327                  |
| 12 | Тернівка         | 1 128                  |
| 13 | Пастирське       | 1 078                  |
| 14 | Попівка          | 1 039                  |

## Культура
Мережа закладів культури включає центральну районну бібліотеку, районну бібліотеку для дітей, 31 сільську бібліотеку (бібліотечний фонд налічує 450 тисяч екземплярів), районний та 32 сільських будинки культури та клуби, дитячу музичну школу в селі Ротмістрівка і 6 її філій у інших селах району.
В клубних закладах району діють понад 250 колективів художньої самодіяльності у складі понад 3 тисяч осіб, понад 100 клубних формувань для дітей і підлітків, 9 колективів мають звання «народний». У 2006 році відкрито 2 хореографічних відділення при філіях районної музичної школи в селах Березняки, Ташлик та хорове в селі Березняки.
Майстри народно-прикладного мистецтва виставляють роботи з вишивки, макраме, лозоплетіння, різьби по дереву, ліплення з глини, в'язання, вибивання килимів, виробів з соломи на обласних та районних виставках. Село Сунки прославилося всесвітньо відомими вишивками княгині Яшвіль, село Пастирське — виробами «димної» кераміки.
На території району збереглися залишки 11 городищ, 14 поселень і 639 курганів скіфського періоду VI-ІІІ століть до н. е., 1 вал, 2 печерних комплекси.

## Пам'ятки архітектури
- церква Воскресіння (1849) село Костянтинівка;
- церква Різдва Богородиці (1846) село Куцівка;
- Виноградський Успенський монастир село Мале Сталосілля;
- церква Покрови Богородиці (1905) село Мельниківка;
- церква Св. Трійці село Сунки;
- церква Св. Дмитра село Тернівка;
- вітряк (п. ХХ ст.) село Богунове;
- водяний млин (1891-1895) та господарчий склад (1910-1912) село Попівка;
- залізничний вокзал та водонапірна башта (1911) село Сердюківка.

## Соціальна сфера
У галузі освіти району працюють 11 загальноосвітніх шкіл І-ІІІ ступенів та 15 загальноосвітніх шкіл І-ІІ ступенів, 24 дитячих дошкільних установи, в них 432 дітей. Позашкільні навчально-виховні заклади представлені Будинком дитячої та юнацької творчості та фізкультурно-оздоровчим клубом «Спорт для всіх», де працюють тренери-викладачі з усіх видів спорту.
Функціонує Центр функціональної психолого-педагогічної діагностики та реабілітації дітей і підлітків.
Мережу закладів охорони здоров'я району представляють центральна районна лікарня, районна лікарня № 2, 6 медичних амбулаторій, 29 фельдшерсько-акушерських пунктів.
У районі функціонують 2 будинки-інтернати обласного підпорядкування.
Управлінням праці та соціального захисту населення райдержадміністрації, Пенсійним фондом обслуговуються близько 13 тисяч пенсіонерів.

## Релігія
Релігійні громади району:
- Православної Церкви України в селах: Куцівка;
- Української Православної Церкви Московського патріархату в селах: Березняки, Сунки, Мельниківка, Велика Яблунівка, Буда-Макіївка, Санжариха, Ротмістрівка, Балаклея, Теклине, Ташлик, Макіївка, Тернівка, Костянтинівка, Мале Старосілля, Плескачівка;
- Української Автокефальної церкви в селах: Пастирське;
- Євангелістів Християн Баптистів в селах Ташлик, Плоске, Балаклея.

## Політика
25 травня 2014 року відбулися Президентські вибори України. У межах Смілянського району було створено 38 виборчих дільниць. Явка на виборах складала — 64,49% (проголосували 17 827 із 27 643 виборців). Найбільшу кількість голосів отримав Петро Порошенко — 51,00% (9 092 виборців); Юлія Тимошенко — 16,10% (2 870 виборців), Олег Ляшко — 14,27% (2 544 виборців), Анатолій Гриценко — 8,71% (1 553 виборців). Решта кандидатів набрали меншу кількість голосів. Кількість недійсних або зіпсованих бюлетенів — 0,98%.

## Відомі люди

Тодось Осьмачка

У селі Попівка жив і творив лауреат Нобелівської премії Мечников Ілля Ілліч.
На Смілянщині народились:
- Бакуменко Олекса Зосимович — поет-сатирик (Шевченка);
- Голуб Ніна Борисівна — науковець-викладач (Буда-Макіївка);
- Горбенко Іван Дмитрович — доктор технічних наук, професор (Буда-Макіївка);
- Коваленко Валентина Михайлівна — поетеса, прозаїк (Самгородок);
- Лавріненко Іван Йосипович — член Національної спілки художників України, поет (Пастирське);
- Осьмачка Тодось Степанович — поет (Куцівка);
- Поліщук Володимир Трохимович — доцент, професор, ректор Черкаського національного університету ім. Б.Хмельницького (Сердюківка);
- Педченко Борис Прокопович — прозаїк (Самгородок);
- Пухний Олексій Миколайович — поет (Березняки);
- П'ятун-Діброва Василь Іванович — поет (Мельниківка);
- Федоренко Юрій Сергійович — український політик, правозахисник, громадський діяч та військовик;

Див. також Категорія:Персоналії:Смілянський район